# Piechoty
Piechoty – wieś w Polsce, położona w województwie podkarpackim, w powiecie mieleckim, w gminie Padew Narodowa. Leży na Nizinie Nadwiślańskiej na wys.168 m n.p.m., nad rzeką Babulówką.  Od wschodu rozciągają się pozostałości Puszczy Sandomierskiej.
| SIMC    | Nazwa     | Rodzaj    |
| ------- | --------- | --------- |
| 0803288 | Klęskówka | część wsi |
| 0803294 | Kolonia   | część wsi |
| 0803302 | Podgórze  | część wsi |

Wieś leży w południowo-wschodniej części gminy Panew Narodowa. Zajmuje powierzchnię 309 ha. Od północy graniczy z wsiami: Zarównie i Zachwiejów, na południu: Józefów i Babule. Połączenie z Padwią Narodową zapewnia jej droga powiatowa nr 1135R. Ma przystanek linii autobusowej Mielec – Babule – Zarównie.  Posiada zwartą zabudowę, w której większość stanowią budynki murowane. Korzysta z sieci: elektroenergetycznej, gazowniczej, telekomunikacyjnej, wodociągowej i kanalizacyjnej.

## Historia
Początki osadnictwa na terenie obecnej wsi Piechoty istniały już w okresie prehistorycznym, tj. 12 000–7900 p.n.e. o czym świadczą badania wykopaliskowe. Na wydmach piaszczystych w Piechotach stwierdzono także relikty osadnictwa mezolitycznego do około 4500 lat p.n.e. Podczas badań w 1964 roku odkryto tam 280 mikrolitycznych wyrobów, w tym m.in. grociki trapezowate, drapacze, oraz sporo odłupków mikrolitycznych odznaczających się małymi rozmiarami.
Wieś wzmiankowana w 1660 r. jako wieś królewska. Po rozbiorze w 1772 roku wieś znalazła się w zaborze austriackim.
W połowie XIX w. istniała tu szkoła jednoklasowa. Pod koniec XIX w we wsi było 42 domy i 202 mieszkańców, w tym: 192 rzymskokatolickich i 10 żydów. Większość użytków rolnych uprawiali miejscowi chłopi a właścicielem ok. 1/10 pól był hr. Ludwik Schoenefeld. W 1904 r. wieś zamieszkiwało 230 mieszkańców.
Podczas I wojny światowej w latach 1914–1915 miały tutaj miejsce działania wojenne i wzgórze z kaplicą było punktem obserwacyjnym. W okresie międzywojennym gmina Piechoty należała do województwa krakowskiego. Używała galicyjskiej pieczęci z czteropolową tarczą z trzema koronami w lewym polu, pięcioma poziomymi pasami w prawym polu i dwoma orłami w pozostałych dolnych polach. Podczas wojny z Niemcami we wrześniu 1939 roku wzgórze z kaplicą ponownie było punktem obserwacyjnym. W tych okolicach miała także miejsce potyczka wojsk polskich i hitlerowskich.Największe jednak zniszczenia dokonały się podczas wyzwalania tych terenów przez wojska sowieckie. Wówczas to Niemcy bombardowali wioskę i okolicę. Zginęło też kilku mieszkańców Piechot. Zginął także jeden sowiecki żołnierz, pochowany na wiejskim placu, a później ekshumowany.
We wsi działa założona w 1897 roku Ochotnicza Straż Pożarna, od 2001 w Krajowym Systemie Ratownictwa Gaśniczego. Jednostka posiada samochód ciężarowo-terenowy marki Steyer, Żuk, przyczepkę ze sprzętem gaśniczym oraz wiele nowoczesnego sprzętu pożarniczo-ratunkowego. Na środku basenu przeciwpożarowego znajduje się figura św. Floriana patrona strażaków.
W latach 1954–1960 wieś była siedzibą gromady Piechoty, po jej zniesieniu w gromadzie Padew Narodowa, po reformie administracji w gminie Padew Narodowa. W latach 1975–1998 miejscowość administracyjnie należała do województwa tarnobrzeskiego.

## Turystyka

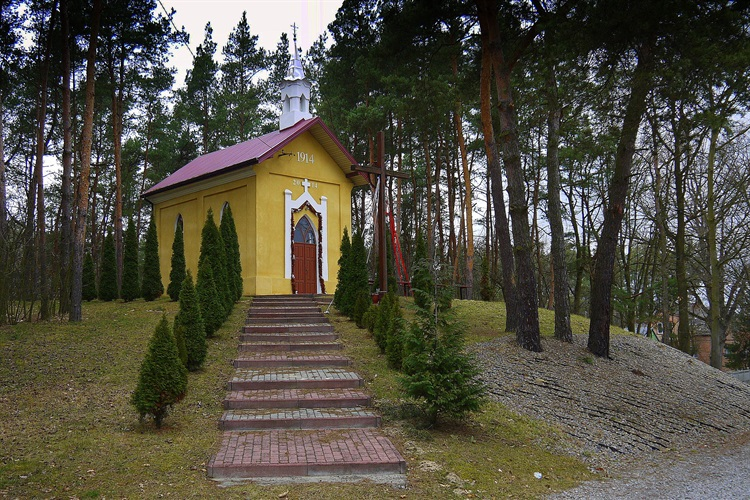
Kaplica w Piechotach

We wsi znajdują się pomniki przyrody żywej: dąb szypułkowy mający około 360 lat, wysokość 25 m i obwód 570 cm oraz wiąz szypułkowy w wieku 180 lat, o wysokości 26 m i obwodzie 405 cm. Kolejne dęby szypułkowe mają wiek 260, 200 i 160 lat, a wiązy szypułkowe – 150, 120 i 110 lat. Ewenementem w skali gminy jest 80-letnia grusza polna o wysokości 16 m i obwodzie 280 cm, będąca również chronionym pomnikiem przyrody.
7 grudnia 2014 roku odbyło się oficjalne oddanie do użytku nowo powstałego parku rehabilitacji siłowej, który razem z wcześniej otwartym placem zabaw dla dzieci, będzie stanowił atrakcję dla starszych i młodszych mieszkańców. W ramach przedsięwzięcia powstało mini boisko sportowe i park rehabilitacji siłowej. Dotychczasowe oczko wodne zyskało nowy wygląd. Przy nim została wykonana drewniana altana. Cały kompleks sportowo-rekreacyjny został ogrodzony. Poświęcenia obiektu dokonał ks. Leszek Wiech – proboszcz parafii w Zachwiejowie. Uroczystość zaszczycili swoją obecnością lokalni samorządowcy.
Wierni kościoła rzymskokatolickiego należą do parafii NMP Królowej Polski w Zachwiejowie. W kompleksie leśnym na niewielkim wzniesieniu znajduje się kaplica.
Jej budowa została rozpoczęta w 1914 r. przez mieszkańców Piechot, z wsi należącej wówczas do parafii Padew Narodowa. Historia kaplicy jest burzliwa, jako że przetrwała ona dwie wojny światowe.Powojenną odbudowę rozpoczęto dopiero w roku 1949. Wieżyczkę, aluminiową blachą z zestrzelonego samolotu niemieckiego pokrył stolarz Franciszek Pluta, a metalowy krzyż do niej wykonał kowal Ignacy Głowa. Ostatecznie na cele sakralne została oddana dopiero w 1950 r. Dziś stanowi jeden z piękniejszych i ciekawszych obiektów religijnych w powiecie mieleckim W kaplicy znajduje się drewniana 150-letnia figura Matki Boskiej Niepokalanej, o której mówią źródła, że została „wzięta z drzewa” i wstawiona do kaplicy. W 2004 i 2014 została gruntownie wyremontowana.